# Welrod
La Welrod és una pistola silenciada de forrellat dissenyada i utilitzada per les forces del Regne Unit.  Aquesta arma estava alimentada per un carregador. Es va utilitzar principalment durant la Segona Guerra Mundial, sota el control de l'Inter-Services Research Bureau (més tard Station IX), una base propera a la ciutat de Welwyn Garden, Regne Unit, pel seu ús per les tropes irregulars i forces de la resistència. Aproximadament es van produir unes 2.800 unitats d'aquestes pistoles. La Welrod és una pistola increïblement silenciosa, generant només 73 db quan és disparada, més o menys igual de sorollós que un cotxe normal d'avui en dia.

## Història
Va ser utilitzada principalment per les Executiu de Forces Especials (SOE), però també pels americans de la OSSi forces de la Resistència.
La Welrod era una arma blanca, ja que no duia cap marca indicant la seva procedència o productor; només estava marcada amb el número de sèrie i alguns símbols i lletres incrustables. The Birmingham Small Arms Company Limited (BSA) va confirmar que ells van produir algunes pistoles Welrod, però que no van marcar cap d'aquestes, és a dir, que és probable que l'Exèrcit britànic afegís les marques abans d'entregar-les a les tropes.
La Welrod va ser utilitzada en Holanda durant la Segona Guerra Mundial, i hi han registres de que també va ser utilitzada en la Guerra de les Malvines en 1982, al igual que durant el Conflicte nord-irlandès en el Nord d'Irlanda i durant la Guerra del Golf per les Forces Especials Britàniques. Welrod guns were also found in weapon cache from Operation Gladio.

## Disseny

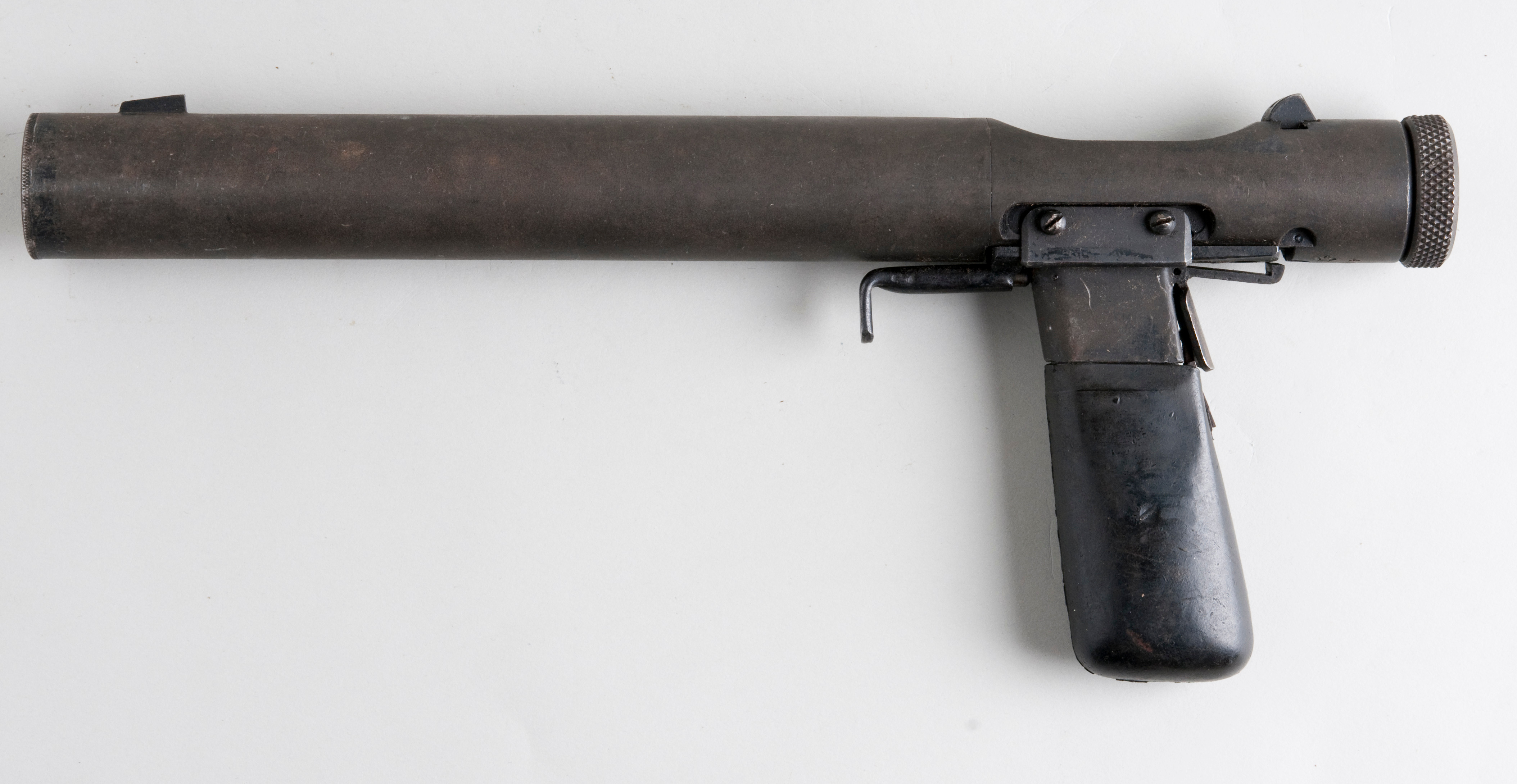
Welrod Mk II

La Welrod té forma d'un cilindre de 31,75 mm de diàmetre, i d'uns 310 m de llarg (o 304,8 mm, depenent del model). la part posterior del cilindre conté el forrellat, la part intermèdia el canó i l'expansió de la recambra per al silenciador, i a la part davantera té els forats i cos del silenciador. Hi ha una gràfila que s'utilitza per a impulsar el sistema de forrellat, situada a la part posterior, i el carregador s'usa tant com a carregador com a empunyadura. Si s'extreu el carregador / empunyadura, es redueix considerablement la mida de l'arma, fent que sigui molt més fàcil d'amagar.
La Welrod disposa d'unes mires amb marques en color fluorescent per a que sigui utilitzada en condicions amb poca llum. A estar de que està dissenyada per a disposar d'una distància de foc efectiva de fins al 23 metres, es va idear per utilitzar-la en distàncies molt curtes. El final de la bocatxa de l'arma està tallada, per a poder disparar l'arma al entrar en contacte amb l'objectiu. Això fa que el so es redueixi dràsticament i elimina la possibilitat de fallar el tret.
El canó reduït de la Welrod és utilitzat amb dos intencions: deixa anar els gasos gradualment cap al final del silenciador, reduint el so del tret, i redueix la velocitat de la bala a velocitats subsòniques (característica molt important en la bala de 9 mm, ja que aquesta sense cap variació va a velocitats supersòniques). Endemés, el canó disposa d'un seguit de forats i ratlles, les quals s'utilitzen per a reduir la velocitat dels gasos dels trets, expulsant-los durant un període més llarg, fent que el gran soroll provocat de l'explosió es produeixi quan el gas a pressió són expulsats a la atmósfera sense avís previ.
La Welrod utilitza un mecanisme de forrellat per la seva simplicitat, fiabilitat i silenci. El forrellat només produeix el so del pin detonant el detonador de la bala, i el forrellat pot ser accionat ràpidament.
La Welrod es extremadament silenciosa, produint un so d'uns 78 decibels en ser disparada. Es van fer dues versions, que utilitzaven munició de 9 X 19 mm Parabellum i de .32 ACP, amb les bales col·locades en carregadors de 6 i 8 bales respectivament.

## Operació
La pistola és operada manualment utilitzant un forrellat rotatori, col·locat entre dos punts fixes. La seva càrrega es du a terme amb un sistema d'empényer i estirar utilitzant la gràfila al final de la arma. El gatllet es d'una sola fase amb un senzill sistema de seguretat al final d'on està situat el carregador. El carregador podia ser extret, i era d'un sol bloc, el qual podia contenir entre 5 i 8 bales (depenent del calibre) i servia com a empunyadura amb la part inferior envoltada de plàstic i segellada.

## Nom
El nom de Welrod prové de totes les estacions d'equipament clandestí situades en la Estació IX en Welwyn Garden City tenien noms que començaven per Wel,de Welbike, Welman. Un document revela que el inventor de la Welrod va ser el major Hugh Reeves, qui va ser també el responsable de la invenció del canó de màniga (similar a la Welrod, però només amb capacitat per un sol tret, creada per a ser portada sota la màniga) i altres importants invencions.